# Bengt Hallberg

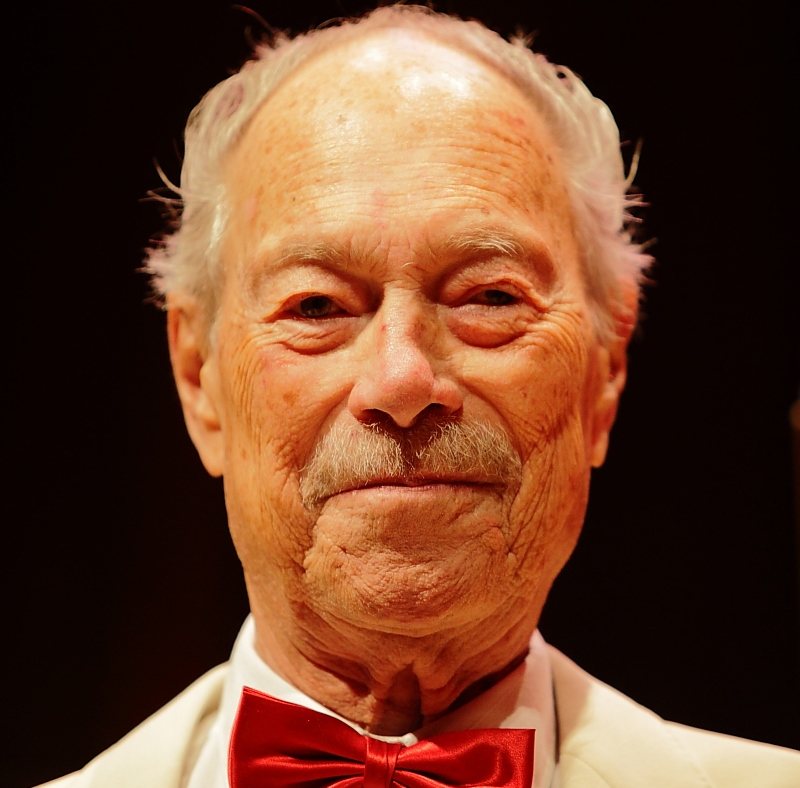
Bengt Hallberg (2011)

Bengt Hallberg (* 13. September 1932 in Göteborg; † 2. Juli 2013 in Uppsala) war ein schwedischer Jazz-Pianist und Komponist.

## Leben und Wirken
Hallberg spielte zuerst klassisches Piano, schrieb aber sein erstes Jazzarrangement schon mit 13 Jahren. Zunächst spielte er in der Combo von Kenneth Fagerlund. 1948 machte er seine ersten Aufnahmen mit der Bigband von Thore Jederby und 1950 mit eigenem Trio. Er nahm 1949 mit dem Saxophonisten Arne Domnérus auf, in dessen Trio er auch spielte. In den 1950er Jahren begleitete er viele ausländische Jazzmusiker bei Tourneen in Schweden wie Stan Getz (Aufnahmen 1951 in den Gruppen von Fagerlund bzw. mit Lars Gullin, Jack Noren, auf The Sound som the Swedish All Stars 2002, u. a. die erste Einspielung von Dear Old Stockholm) und Clifford Brown (1953, auf Complete Metronome and Vogue Master Tapes 2002, mit Art Farmer, Arrangements Quincy Jones). Zwischen 1956 und 1963 war er in der Bigband des schwedischen Rundfunks tätig. Nebenbei studierte er 1954 bis 1957 auf der Stockholmer Musikakademie. Er nahm unter eigenem Namen auf (z. B. Bengt Hallberg at the Golden Circle 1962), mit der Sängerin Lill-Babs und mit Karin Krog (Two of a kind 1982). Weiter arbeitete er mit Gil Evans und der Thad Jones/Mel Lewis Big Band.
Daneben schrieb er zwischen 1956 und 1988 zu über 25 Kino- und Fernsehfilmen in Schweden als Komponist die Filmmusik, u. a. für Madita (Madicken) Filme nach Astrid Lindgren und eine schwedische Pu-der-Bär-Adaptation, sowie Chor-Arrangements (z. B. für den Chor Ad Libitum, 1994). Er spielte auch Akkordeon und hat auf diesem Instrument ebenfalls Platten veröffentlicht. 1988 nahm er mit seinem Trio con Tromba mit Jan Allan und Georg Riedel auf und 2004, wie schon öfter, mit Domnerus im Trio (Improviserat!, Phontastic). Im August 2012 trat er noch mit Jan Lundgren auf dem Ystad Jazz Festival auf.
Hallberg galt seit den 1950er Jahren als einer der bedeutendsten Jazz-Pianisten von internationalem Rang, der Einflüsse von Teddy Wilson und Lennie Tristano zu einem eigenen persönlichen Stil verarbeitete.

## Preise und Auszeichnungen
Für Duets for Duke (Sonet 1978) mit Arne Domnerus erhielt er 1978 die Gyllene Skivan des Orkesterjournals, wie schon 1957 für sein Album Dinah. 2001 wurde er als erster mit dem Jazzpreis der Königlich Schwedischen Musikakademie geehrt. Ebenfalls 2001 wurde er mit dem schwedischen Django d’Or ausgezeichnet als Master of Jazz, 2010 mit dem Lars-Gullin-Preis. Bereits 1977 erhielt er den schwedischen Preis Litteris et Artibus.

## Filmografie (Auswahl)
- 1956: Junge Herzen im Sturm  (Sista paret ut)
- 1956: Kalle und das geheimnisvolle Karussell (Rasmus, Pontus och Toker)
- 1957: Sommerfrische gesucht (Sommarnöje sökes)
- 1965: Die Verfolgung (Jakten)
- 1979: Madita (Du är inte klok, Madicken)
- 1980: Madita und Pim (Madicken på Junibacken)

## Diskografie
- 1978: The Hallberg Treasure Chest: A Bouquet from 78 (Phontastic)
- 1987: Hallberg’s Surprise (Phontastic)
- 1995: Time on My Hands (Improkomp)